# Manuel III del Congo
Manuel III Afonso del Congo, nascut Kiditu va ser el darrer awenekongo (governant titular) del regne del Congo, governant com a vassall de l'Imperi Portuguès del 1911 al 1914.
El seu regnat sobre el territori reduït del regne va acabar després d'una revolta en 1914, en què els portuguesos van abolir el regne i van assimilar el territori a la colònia d'Angola. Manuel III va perdre el seu títol l'any 1915, quan la família reial va lliurar el títol al pretendent Álvaro XV Afonso Nzinga.